# گوجه‌فرنگی سرخ‌شده و تخم‌مرغ هم‌زده
گوجه‌فرنگی سرخ‌شده و تخم‌مرغ هم‌زده یک غذای رایج در چین است. معمولاً به‌عنوان غذای اصلی سرو می‌شود. به‌دلیل سادگی آماده‌سازی، در غذاخوری‌های مدارس دانش‌آموزی زیاد استفاده می‌شود.
تخم‌مرغ گوجه غذای بسیار مشابهی است با نام املت که در ایران همانند این غذا درست می‌شود، ولی خب نوع و نحوه طبخ آن فرق دارد.
نسخه‌ای از این غذا، به نام ginisang kamatis در itlog، در فیلیپین نیز معمولاً در هنگام صبحانه خورده می‌شود و با برنج سرخ‌شده سیر یا ساندویچ بین پاندسل ورقه‌ای میل می‌شود.

## آماده‌سازی

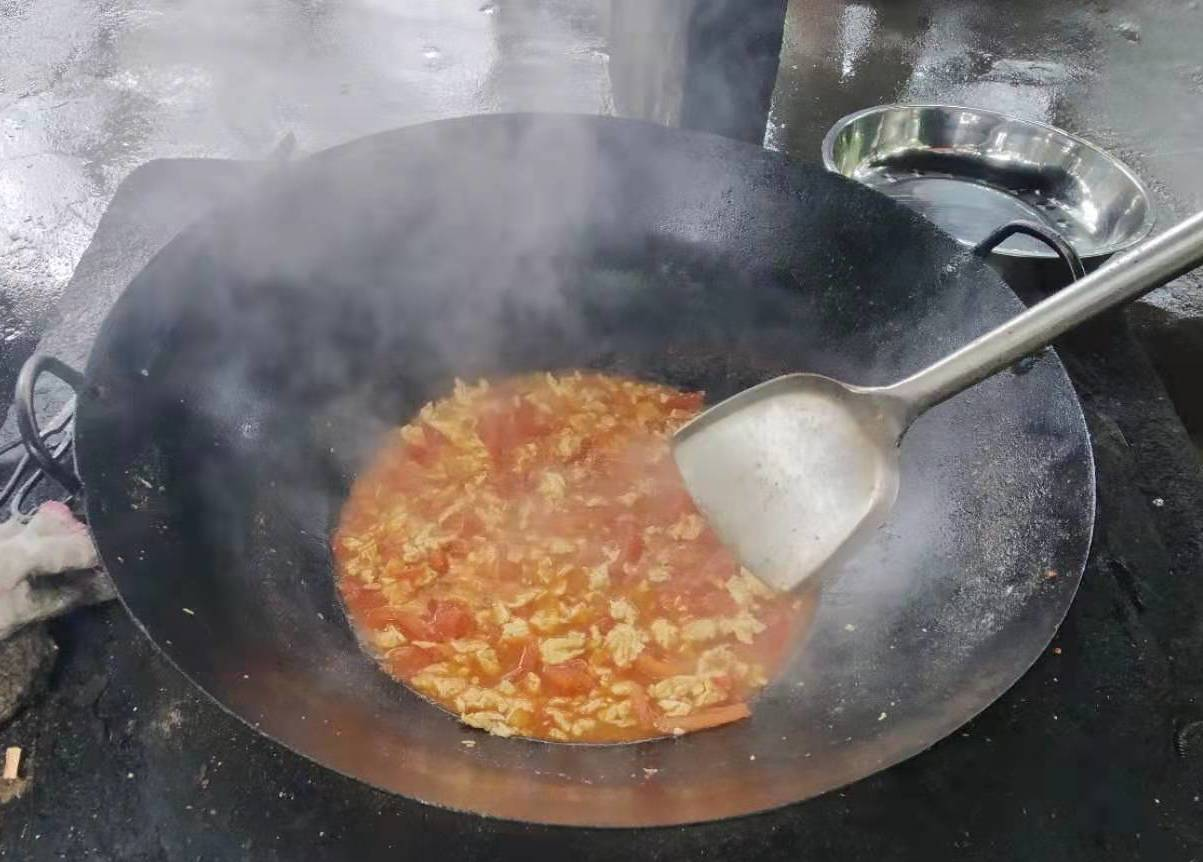
پختن ظرف

تخم‌مرغ‌ها را جداگانه باهم مخلوط و به شکل هم‌زده هم می‌زنند و کنار می‌گذارند. گوجه‌فرنگی‌ها را درشت خورد کرده و سرخ می‌کنند تا نرم شوند. سپس تخم‌مرغ‌ها را همراه با گوجه‌فرنگی مخلوط و روی حرارت ملایم قرار می‌دهند. سپس تخم‌مرغ‌ها و گوجه‌فرنگی‌ها را با هم، هم می‌زنند تا خوب با هم ترکیب شوند.